# Helena Ekblom
Helena Sophia Ekblom, detta Lena (Mellankärr, 24 giugno 1790 – 1859), è stata una scrittrice e predicatrice svedese.
Conosciuta anche come Predikare-Lena ('Preacher-Lena') e Vita jungfrun ('White Maiden').

## Biografia
Nacque a Mellankärr nella contea di Sankt Anna nell'Östergötland dal marinaio Jacob Ekblom (morto nel 1804) e Brita Jansdotter (morta nel 1806).
Affermò di avere avuto la sua prima apparizione religiosa all'età di nove anni. Quando sua madre e sua sorella morirono una dopo l'altra nel 1806, ebbe un ictus che influenzò in modo permanente i suoi movimenti della parte sinistra del suo corpo e la sua espressione del linguaggio. Affermò anche di aver avuto delle visioni spirituali. Furono questi eventi che diedero inizio alla sua attività di predicatrice spirituale. I suoi sermoni furono incentrati sulle sue visioni apocalittiche della beatitudine dei virtuosi e della punizione dei peccatori. Divennero popolari e attirarono grandi folle, e iniziò a girovagare per dirigerli e divenne una predicatrice itinerante. Fu nota per essere molto esigente riguardo al suo abbigliamento e insisteva per condurre i suoi sermoni sempre vestita di bianco in maniera impeccabile, motivo per cui venne popolarmente chiamata Vita jungfrun o "White Maiden".
All'inizio del XIX secolo, l'attività religiosa al di fuori della chiesa di stato fu vietata in conformità al Conventicle Act. Le autorità si interessarono alla sua attività successivamente quando i suoi seguaci divennero abbastanza numerosi da causare disordini. Nel 1807 fu arrestata. Quando il clero non riuscì a convincerla ad adattarsi alla dottrina della chiesa, fu ricoverata nel manicomio di Vadstena. Scappò la stessa notte in cui fu rinchiusa lì e continuò i suoi sermoni. Tra i seguaci attirò anche persone di alto rango sociale. Attirò anche dei nemici e in almeno più di un'occasione fu vittima di violenza. Fu arrestata e portata a Kalmar ma rilasciata. Nell'agosto del 1808 fu nuovamente portata al manicomio di Vadstena e questa volta incatenata per impedirle di fuggire. Fu trattata con sufficiente indulgenza da permetterle di scrivere la sua opera Den andeliga striden, che era la sua autobiografia e una descrizione di cinque visioni spirituali. Nel 1810 fu liberata dalle catene e da qualsiasi trattamento duro per ordine del re, sebbene non fosse rilasciata.
Nel 1828 fu finalmente rilasciata dal manicomio e riprese la sua attività di predicatrice itinerante. Vestiva ancora di bianco durante i suoi sermoni. Durante questo periodo, secondo quanto riferito, fu visibilmente segnata dagli abusi a cui era stata sottoposta in manicomio, ma si sottopose anche a uno stile di vita ascetico, come insistere per dormire sul pavimento. Considerava le sue visioni e i suoi sogni come apparizioni divine che le davano la chiamata e il diritto di contribuire al Regno di Dio sulla Terra. Ekblom fu spesso descritta come una rappresentante della cosiddetta "predicazione della malattia" del suo tempo e riunì seguaci che contribuirono al crescente risveglio cristiano nella Svezia del XIX secolo.
Nel 1846 la contea di Svinhult concesse a Helena Ekblom una pensione annuale e dal 1853 visse nella casa dei poveri di Svinhult. Durante i suoi ultimi anni divenne confusa e morì di ipotermia nella neve nell'inverno del 1859.
Ekblom fu descritta dalla storia sia come pericolosa che come martire cristiano. Il suo libro è stato pubblicato in diverse edizioni fino al 1920.

## Opere
- Den andeliga striden, wälment författad af Jungfru Helena Sophia Ekblom (La battaglia spirituale, scritto nelle migliori intenzioni da Helena Sophia Ekblom).

## Opere correlate
- Helena Ekblom è il personaggio principale del romanzo Predikare-Lena ('Preacher-Lena') di Tore Zetterholm, (1974).
- Fu suggerita come possibile modello per il nome del personaggio del romanzo Amorina di Carl Jonas Love Almqvist (1822).